# 波蒂斯希德
波蒂斯希德（Portishead）是英格蘭薩默塞特郡的一個城鎮。2011年人口普查時，波蒂斯希德人口約有22,000人，比2001年增加了3,000人。